# Hugh Dancy
Hugh Michael Horace Dancy (Stoke-on-Trent, 19 giugno 1975) è un attore e modello britannico.

## Biografia

### Primi anni e carriera
Hugh Dancy nasce a Stoke-on-Trent, nella contea di Staffordshire, il 19 giugno 1975, è il maggiore di tre figli di Jonathan Dancy, professore di filosofia all'Università di Reading, e di Sarah Ann. Compiuto i suoi studi presso il Winchester College, nel quale si mette in mostra in alcune recite scolastiche e, conseguito il diploma, si iscrive all'Università di Oxford, presso il St Peter's College, alla facoltà di lingua e letteratura inglese.
Per alcuni mesi lavora come barista, dove ha l'occasione di conoscere un agente che gli propone un contratto. Inizia a lavorare così nel campo della pubblicità, ma successivamente lavora anche ad alcune produzioni televisive per la BBC. Nel 2000 recita al fianco di Sally Field nella trasposizione televisiva di David Copperfield, di Charles Dickens, in seguito recita in un episodio della serie tv statunitense Relic Hunter.
Nel 2001 interpreta d'Artagnan nel film Young Blades, e nello stesso anno interpreta Kurt Schmidt, il sergente dei Rangers in Black Hawk Down - Black Hawk abbattuto diretto da Ridley Scott. Negli anni successivi prende parte ai film Piccolo dizionario amoroso con Jessica Alba, al fantastico Ella Enchanted - Il magico mondo di Ella con Anne Hathaway e King Arthur con Clive Owen.
Nel 2009, dopo aver preso parte al film Adam (nel ruolo di un trentenne affetto dalla sindrome di Asperger), recita al fianco di Isla Fisher nella commedia romantica I Love Shopping di P.J. Hogan, basata sull'omonimo romanzo di Sophie Kinsella.
Nel 2013 prende poi parte al telefilm Hannibal dove recita nuovamente al fianco di Mads Mikkelsen.
Nel 2022 è uno dei protagonisti di Law & Order - I due volti della giustizia, interpretando il vice-procuratore distrettuale Nolan Price.

### Vita privata
Nel 2007, sul set di Un amore senza tempo, conosce l'attrice americana Claire Danes e i due annunciano il loro fidanzamento nel febbraio 2009. La coppia si è sposata nel settembre dello stesso anno in Francia e hanno avuto un figlio, Cyrus Michael Christopher Dancy, nato il 17 dicembre 2012. il 27 agosto 2018 è nato il secondogenito della coppia, Rowan,e nel luglio del 2023 hanno la terza figlia.

## Filmografia

### Cinema
- Young Blades, regia di Mario Andreacchio (2001)
- Black Hawk Down - Black Hawk abbattuto, regia di Ridley Scott (2001)
- Piccolo dizionario amoroso (The Sleeping Dictionary), regia di Guy Jenkin (2003)
- Tempo, regia di Eric Styles (2003)
- Ella Enchanted - Il magico mondo di Ella (Ella Enchanted), regia di Tommy O'Haver (2004)
- King Arthur, regia di Antoine Fuqua (2004)
- Shooting Dogs, regia di Michael Caton-Jones (2005)
- Basic Instinct 2, regia di Michael Caton-Jones (2006)
- Blood and Chocolate, regia di Katja von Garnier (2007)
- Savage Grace, regia di Tom Kalin (2007)
- Un amore senza tempo (Evening), regia di Lajos Koltai (2007)
- Il club di Jane Austen (The Jane Austen Book Club), regia di Robin Swicord (2007)
- Adam, regia di Max Mayer (2009)
- I Love Shopping (Confessions of a Shopaholic), regia di P.J. Hogan (2009)
- Coach, regia di Will Frears (2010)
- La fuga di Martha (Martha Marcy May Marlene), regia di Sean Durkin (2011)
- Quell'idiota di nostro fratello (Our Idiot Brother), regia di Jesse Peretz (2011)
- Hysteria, regia di Tanya Wexler (2011)
- E poi c'è Katherine (Late Night), regia di Nisha Ganatra (2019)
- Downton Abbey II - Una nuova era (Downton Abbey II: A New Era), regia di Simon Curtis (2022)

### Televisione
- Trial & Retribution – serie TV, episodi 2x01-2x02 (1998)
- Le nuove avventure di Robin Hood (The New Adventures of Robin Hood) – serie TV, episodio 3x09 (1998)
- Dangerfield – serie TV, episodi 5x07-6x12 (1998-1999)
- Kavanagh QC – serie TV, episodio 5x02 (1999)
- Cold Feet – serie TV, episodi 2x03-2x04 (1999)
- David Copperfield, regia di Peter Medak – film TV (2000)
- Madame Bovary, regia di Tim Fywell – miniserie TV (2000)
- Relic Hunter – serie TV, episodio 1x18 (2000)
- Daniel Deronda – serie TV, 4 episodi (2002)
- Elizabeth I, regia di Tom Hooper – miniserie TV (2005)
- The Big C – serie TV, 8 episodi (2011)
- Hannibal – serie TV, 39 episodi (2013-2015)
- Deadline Gallipoli, regia di Michael Rymer – miniserie TV (2015)
- The Path – serie TV, 36 episodi (2016-2018)
- Homeland - Caccia alla spia (Homeland) – serie TV, 6 episodi (2020)
- The Good Fight - serie TV, 3 episodi (2020)
- Law & Order - I due volti della giustizia (Law & Order) - serie TV (2022-in corso)

### Doppiaggio
- Poe, regia di Michael Sporn (2013)
- Il magico mondo di Oz (Legends of Oz: Dorothy's Return), regia di Will Finn e Dan St. Pierre (2013)
- Robot Chicken - serie TV, episodi 8x14, 9x06 (2016, 2018)

## Doppiatori italiani
Nelle versioni in italiano delle opere in cui ha recitato, Hugh Dancy è stato doppiato da:
- Francesco Bulckaen in Piccolo dizionario amoroso, Elizabeth I, Un amore senza tempo, Coach, La fuga di Martha
- Andrea Lavagnino in E poi c'è Katherine, Downton Abbey II - Una nuova era
- Alessandro Quarta in Ella Enchanted - Il magico mondo di Ella, King Arthur
- Gianfranco Miranda in Hannibal, Hysteria
- Luigi Morville in The Big C, The Good Fight
- Christian Iansante in Basic Instinct 2
- Riccardo Niseem Onorato in Blood and Chocolate
- Roberto Certomà in Savage Grace
- Fabrizio Manfredi in Il club di Jane Austen
- Alessandro Rigotti in Adam
- Massimiliano Manfredi in I Love Shopping
- David Chevalier in Quell'idiota di nostro fratello
- Simone D'Andrea in The Path
- Emiliano Coltorti in Homeland - Caccia alla spia
- Leonardo Graziano in Law & Order - I due volti della giustizia

Da doppiatore è sostituito da:
- Simone D'Andrea in Il magico mondo di Oz